# Ed Ingram
Edward Ingram (DeSoto, 11 febbraio 1999) è un giocatore di football americano statunitense che milita nel ruolo di offensive guard per i Minnesota Vikings della National Football League (NFL).

## Carriera

### Minnesota Vikings
Ingram al college giocò a football a LSU vincendo il campionato NCAA nel 2019. Fu scelto nel corso del secondo giro (59º assoluto) assoluto nel Draft NFL 2022 dai Minnesota Vikings. Debuttò come professionista partendo come titolare nella gara del primo turno contro i Green Bay Packers. La sua stagione da rookie si concluse disputando tutte le 17 gare come partente.